# Tracheobronchoskopia
Tracheobronchoskopia to zabieg endoskopowy polegający na wziernikowaniu dolnych dróg oddechowych, w celach diagnostycznych lub leczniczych. Wykonywana jest przez otolaryngologów sztywnymi endoskopami. Pulmonolodzy i torakochirurdzy do endoskopii dolnych dróg oddechowych używają najczęściej miękkich endoskopów - fiberoskopów. Wykonywana jest w znieczuleniu miejscowym lub ogólnym w warunkach sali operacyjnej.
Tracheobronchoskopia wykonywana jest w celu diagnostyki zwężeń tchawicy, oskrzeli głównych, guzów dolnych dróg oddechowych (jednoczasowe pobieranie wycinków do badań histopatologicznych), a także do usuwania (często przy użyciu lasera) zwężeń tchawicy.
Wyróżniamy tracheobronchoskopię górną - wykonywaną przez jamę ustną, oraz tracheobronchoskopię dolną - wykonywaną u chorych po całkowitym usunięciu krtani (laryngektomia całkowita), przez przetokę tchawiczo-skórną - tracheostomię.

Przeczytaj ostrzeżenie dotyczące informacji medycznych i pokrewnych zamieszczonych w Wikipedii.